# Große Sagittarius-Wolke
Die große Sagittariuswolke liegt im Mittelteil des Schützen nahe dem galaktischen Äquator, westlich der Sterne Gamma und Delta. Sie ist ein sichtbarer Teil des Zentralbereichs der Galaxis und der hellste Teil des Milchstraßenbandes bei etwa −25 bis −30° Deklination. Die Sternwolke umfasst etwa 20 Quadratgrad und beinhaltet u. a. den Adlernebel und einige offene Sternhaufen.